# San Antonio de Areco partido
San Antonio de Areco egy partido Argentína középpontjától keletre, Buenos Aires tartományban. Székhelye San Antonio de Areco.

## Népesség
A partido népessége a közelmúltban a következőképpen változott:
| Év   | Lakosság |
| ---- | -------- |
| 2001 | 21 068   |
| 2010 | 23 138   |